# Typ 89
Typ 89 je japonské pásové bojové vozidlo pěchoty.

## Vývoj
Vývoj obrněnce začal v roce 1980, přičemž první prototypy byly vyrobeny o čtyři roky později. Ty až do roku 1986 procházely testy a roku 1989 byly oficiálně přijaty do výzbroje. Výrobcem byla společnost Mitsubishi Heavy Industries, hlavním subdodavatelem pak Komatsu Limited. Původní požadavek japonských obranných sil zněl vyrobit 300 kusů, ovšem vyrobilo se "jen“ 120 vozidel, jejichž výroba probíhala v letech 1989 – 2004.

## Design
Vozidlo má ve své třídě obvyklou konstrukci. Vedle motoru umístěného v levé části obrněnce sedí řidič, za ním v přepravním prostoru jeden z převážených pěšáků. Typ 89 je koncipován tak, aby převezl sedmičlenný výsadek, jenž nastupuje a vystupuje do stran otevíranými dveřmi.

### Výzbroj
Typ 89 je vyzbrojen švýcarským kanónem ráže 35 mm. Předvýrobní modely nesly děla švýcarské výroby, sériové kusy již disponují jejich japonskou licenční verzí L90. Na počátku 90. let se jednalo ve své kategorii o velice účinnou zbraň. S dělem je spřažen 7,62mm kulomet, obrněnec také může nést dvě protitankové řízené střely Typ 79, jichž může převážet až šest.

### Pohon
Obrněnec o hmotnosti 26,5 t pohání vodou chlazený vznětový motor Mitsubishi 6SY31WA o výkonu 600 koní umístěný v přední levé části trupu. Ten mu poskytuje maximální rychlost až 70 km/h na silnici a dojezd 400 km.

## Uživatelé
- Japonsko - doposud (2021) je jediným uživatelem Typ 89 Japonsko, které převzalo všech 120 kusů